# Pedro Alcalá Guirado
Pedro Alcalá Guirado (Mazarrón, Regió de Múrcia, 19 de març de 1989), més conegut com a Alcalá, és un futbolista espanyol que juga en la posició de defensa, i que actualment pertany al FC Cartagena.

## Trajectòria
Va començar la seva carrera juvenil en el Armas del Rey Mazarrón CF.
Va debutar el 2006 amb el Málaga CF B. Va arribar a debutar amb el primer equip del Màlaga CF a la segona divisó A, però davant l'escassetat de minuts disputats, el 2007 va ser cedit a l'AD Alcorcón per a així poder adquirir més experiència. L'estiu de 2008 va tornar a ser cedit, en aquest cas a la UD Marbella. El central murcià va jugar la temporada 2008/09 a la UD Marbella, equip amb el qual va arribar a disputar les eliminatòries d'ascens a segona divisió. L'estiu de 2009 va tornar a ser cedit, ara a l'equip guipuscoà Real Unión de segona divisió A. En acabar la temporada i baixar de categoria el Real Unión, va retorna al Málaga CF, amb el qual va finalitzar contracte el 2010.
Després d'estudiar ofertes de diversos equips durant el mes de juliol de 2010, a principis d'agost es va incorporar al Getafe CF B, que militava a segona divisió B.
El juliol de 2011 va fitxar per la UD Almería B, de segona divisió B.
El juliol de 2013 va fitxar pel Real Murcia CF, de segona divisió A.
El juliol de 2014 va fitxar per la UE Llagostera, de segona divisió A.
L'agost de 2015 va fitxar per quatre temporades pel Girona FC, de segona divisió A, equip amb el qual, el 4 de juny de 2017 aconseguiria l'ascens a la primera divisió espanyola.

## Internacional
Alcalá va jugar en les categories inferiors de la selecció espanyola. Va debutar el 2006 amb la Sub-17 disputant 3 partits. Més tard, ja amb la Sub-20, va disputar els Jocs del Mediterrani de 2009 en què la selecció espanyola va guanyar la medalla d'or.
Alcalá va despertar l'interès d'equips com el Reial Madrid o l'Arsenal FC, que van tractar d'incorporar-lo a les seves disciplines després de la seva més que destacada actuació a l'Europeu Sub-17 amb la selecció.
Va participar també amb la selecció murciana en un partit disputat davant Estònia el 2008.